# Sakhalineuma globuliferum
Sakhalineuma globuliferum är en mångfotingart som först beskrevs av Mikhaljova 1995.  Sakhalineuma globuliferum ingår i släktet Sakhalineuma och familjen Diplomaragnidae. Inga underarter finns listade i Catalogue of Life.